# Ferrobús

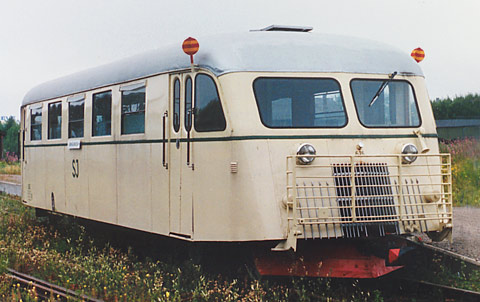
Hilding Carlsson diésel de Suecia.

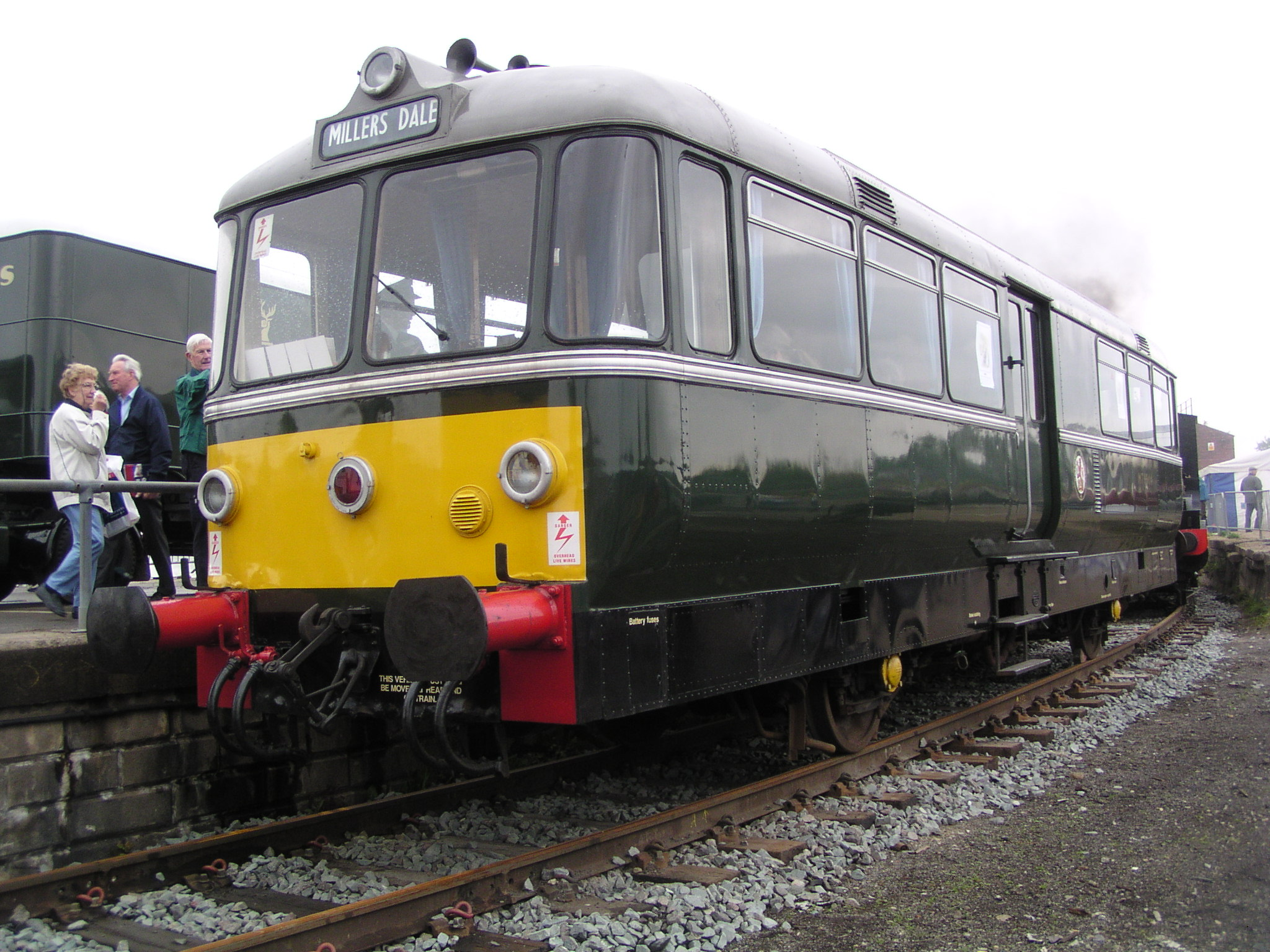
Ferrobús británico en York (Inglaterra).

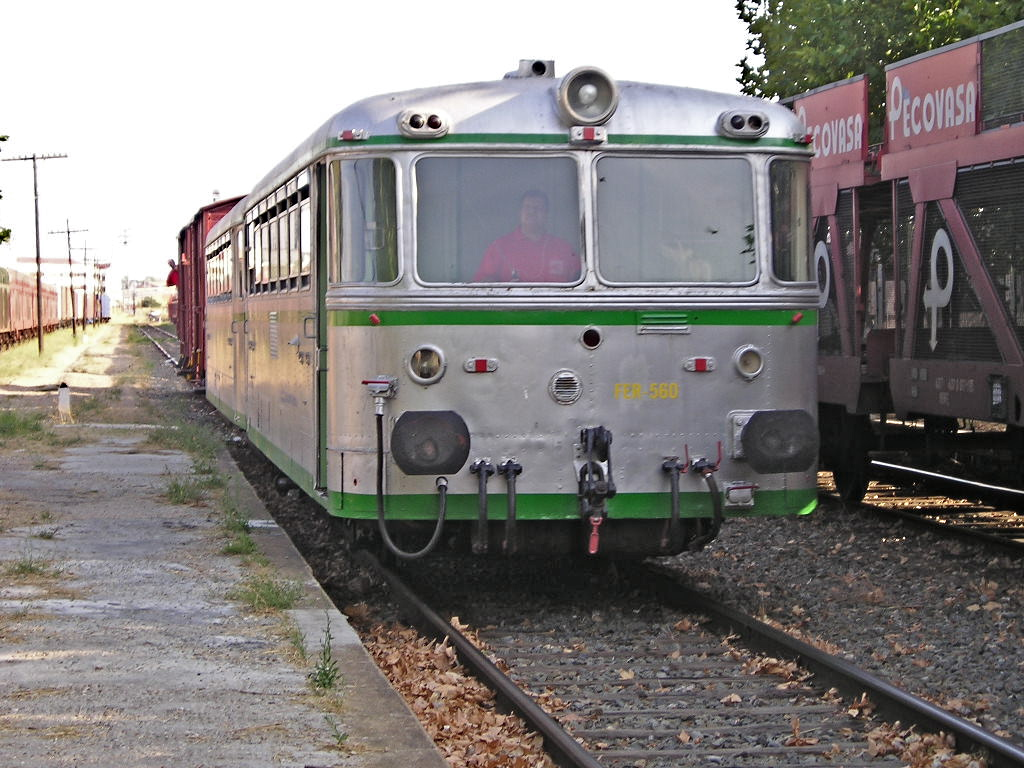
Serie 591 de Renfe.

El ferrobús es un vehículo ferroviario ultraligero de una sola unidad o con hasta tres acoplados formando un tren, autopropulsados por motores térmicos o eléctricos. Está diseñado específicamente para el uso en líneas de ferrocarril de poco tráfico y, como el nombre sugiere, comparte muchos aspectos de su construcción con un autobús: por lo general tiene un chasis regular o modificado de autobús, con dos ejes sobre una base fija en lugar de sobre los bogies. Una característica del ferrobús es que la cabina de conducción está integrada en el propio coche sin ningún tipo de separación con los viajeros. Son conocidos en Francia como «autorail», en Italia, el Reino Unido y Estados Unidos como «railbus», y «Schienenbus» en Alemania.

## Características generales
Los ferrobuses suelen tener cabinas en ambos extremos, de modo que puede cambiar fácilmente los vagones su dirección, suelen funcionar con un motor diésel y tener dos ejes simples montados directamente al chasis. Con el tiempo estos vehículos, particularmente en las redes europeas, fueron aumentando de tamaño y modernizándose; se les incorporaron doble ejes montados sobre bogies y así salió una nueva generación de ferrobuses que nada tiene que ver con los tradicionales. Sin embargo, el nombre ha sido dejado en el lenguaje cotidiano, principalmente en la designación de estos nuevos vehículos diésel más grandes, y que hoy tienen poca diferencia entre el automotor y los ferrocarriles de unidad múltiple.

## Historia

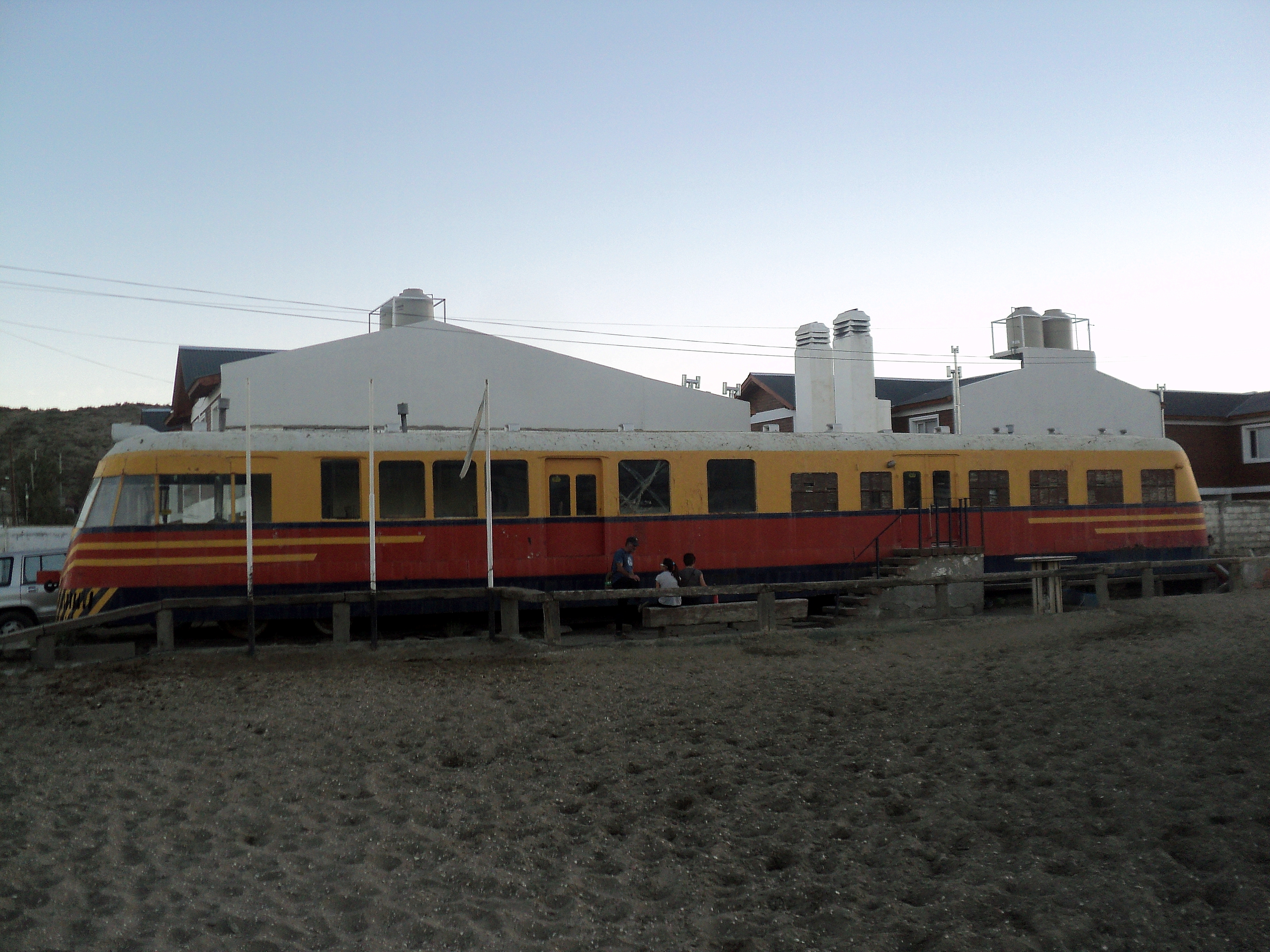
Coche motor Ganz con los colores de Ferrocarriles Argentinos en Rada Tilly, provincia de Chubut. Su largo le permitía llevar gran cantidad de pasajeros en viajes de larga distancia en el ferrocarril de Comodoro Rivadavia.

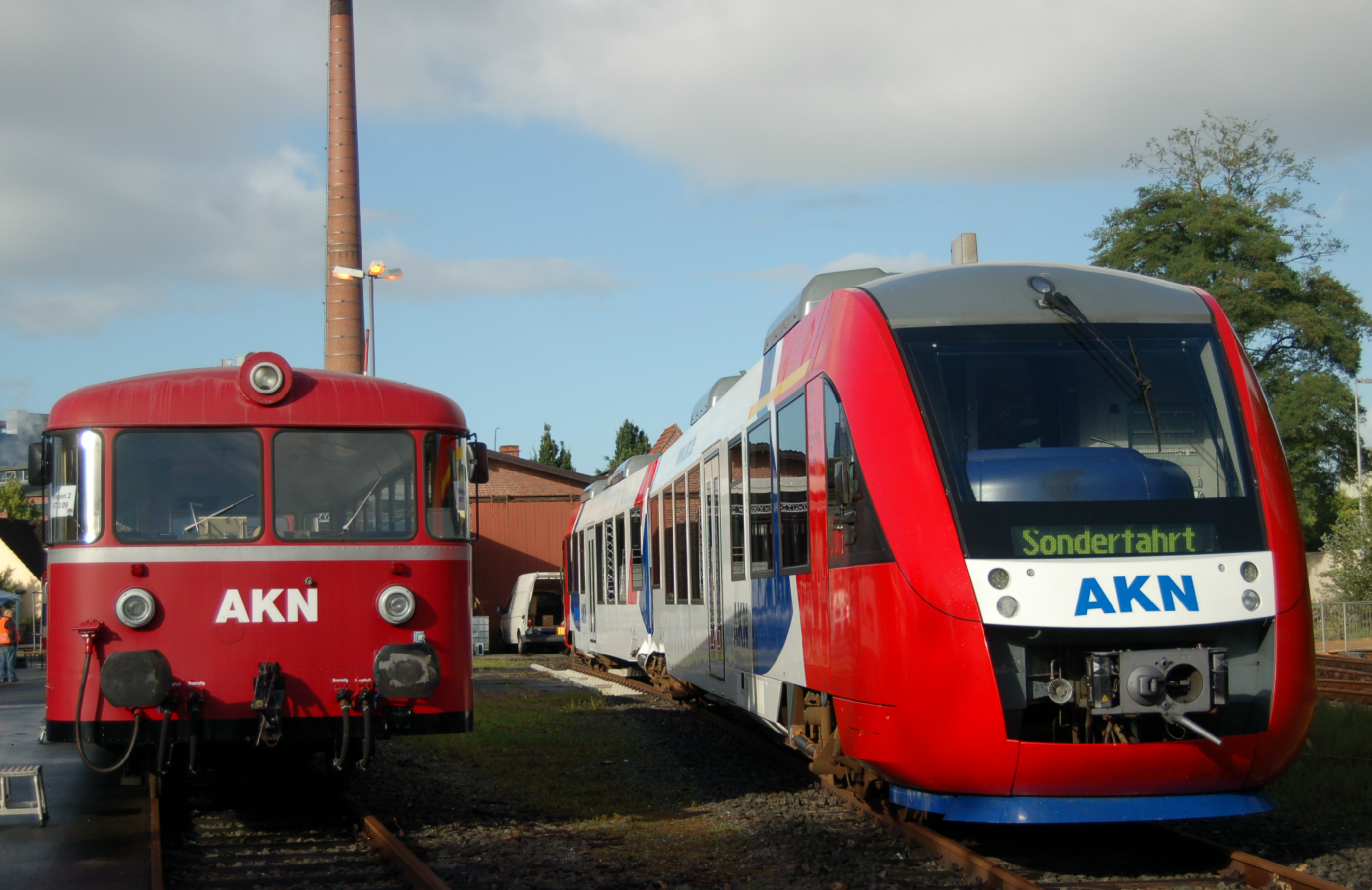
Encuentro entre viejo y nuevo.

Los primeros ferrobuses fueron concebidos antes de la Primera Guerra Mundial, sobre la base de vehículos de carretera para funcionar más rápido y más barato que los trenes tirados por locomotoras de vapor. Ellos han sido una respuesta al aumento de los costes de explotación de líneas secundarias en las dos guerras, y fueron construidos por grandes fabricantes como De Dion-Bouton, Decauville o Renault y de hecho algunos siguen hoy en día como los Billar incluso, en las redes turísticas. 
En la década de 1930, la empresa Michelin construyó el Micheline (→ fr), coches rápidos equipados con ruedas especiales provistas de neumáticos y patentados como el pneurail (→ fr). Bugatti también produjo vehículos de lujo de este tipo. Posteriormente, el término «Micheline» fue incorrectamente utilizado al referirse a los ferrobuses. 
Se han utilizado ferrobuses en países como Alemania, Francia e Italia, y un tipo de ferrobús conocido como «Pacer» es todavía de uso común en el Reino Unido.
En Nueva Zelanda los vehículos que más se asemejan a ferrobuses son los automotores diésel de Leyland y los originales automotores Wairarapa (ver → en), que fueron diseñados especialmente para funcionar en la Línea Wairarapa de Rimutaka, entre Wairarapa y Wellington.
En Australia, donde a menudo se lo denomina «Rail Motors», los automotores se empleaban con frecuencia para el transporte de viajeros en líneas con poco tráfico.
En Francia se les llamó «Autorail», pero su uso cesó cuando las líneas locales fueron cerrando. Sin embargo, se están reintroduciendo para las líneas menos utilizadas entre pueblos.
En Canadá, después de suspenderse el servicio de pasajeros en las líneas principales del ferrocarril de la «British Columbia Railway (BC Rail)» (Ferrocarril de Columbia Británica), la empresa comenzó a funcionar un par de ferrobuses a algunas localidades de difícil acceso.
En Rusia, Metrovagonmash (en ruso: Метровагонмаш) de Mytishchi, cerca de Moscú, fabríca desde 1999 el «Railbus RA-1» con motores Mercedes-Benz. A partir del verano de 2006, el Ferrocarril de Gorky tenía previsto empezar a utilizar en la línea del tren de cercanías entre Nizhni Nóvgorod a Bor cruzando el río Volga. 
El ferrobús también circula en el ferrocarril Kalka-Shimla en la India. Otro servicio de ferrobús funcionaba en una ruta del ferrocarril Shimoga-Talguppa, en el estado de Karnataka, pero se cerró en junio de 2007 para la conversión de la trocha angosta a ancha y la conexión de pasajeros y carga a otros pueblos, posiblemente con automotores modernos.
En 1980 los ferrocarriles turcos (TCDD) recibieron varios ferrobuses alemanes (Schienenbus) que sirvieron por unos cuantos años.

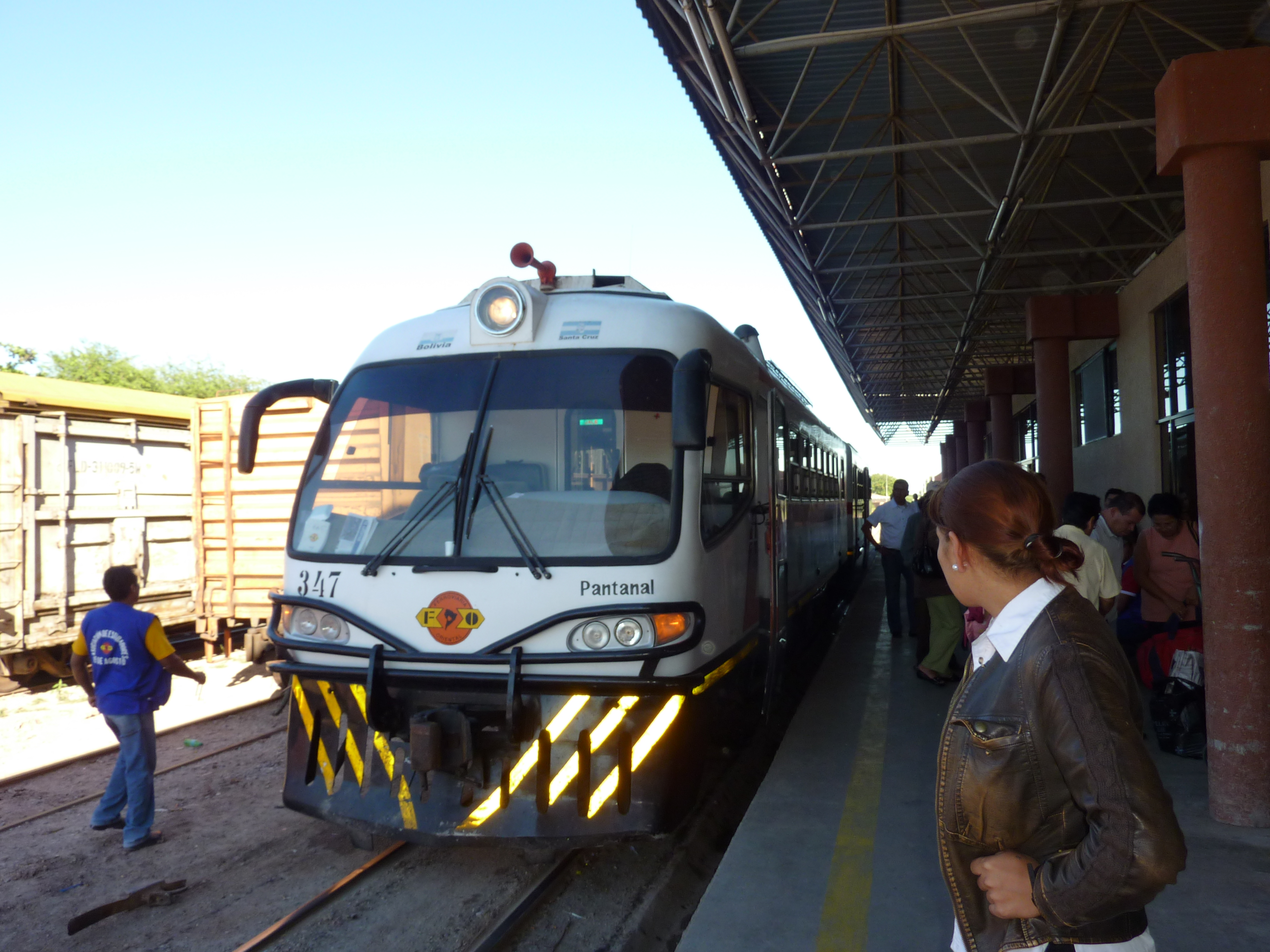
Ferrobús Ferrostaal reconstruido y rediseñado íntegramente en Santa Cruz de la Sierra, Bolivia.

En Bolivia el uso de los ferrobuses siempre ha existido y se amolda muy bien debido a la áspera topografía del territorio; son rápidos, fiables y por lo general cómodos.

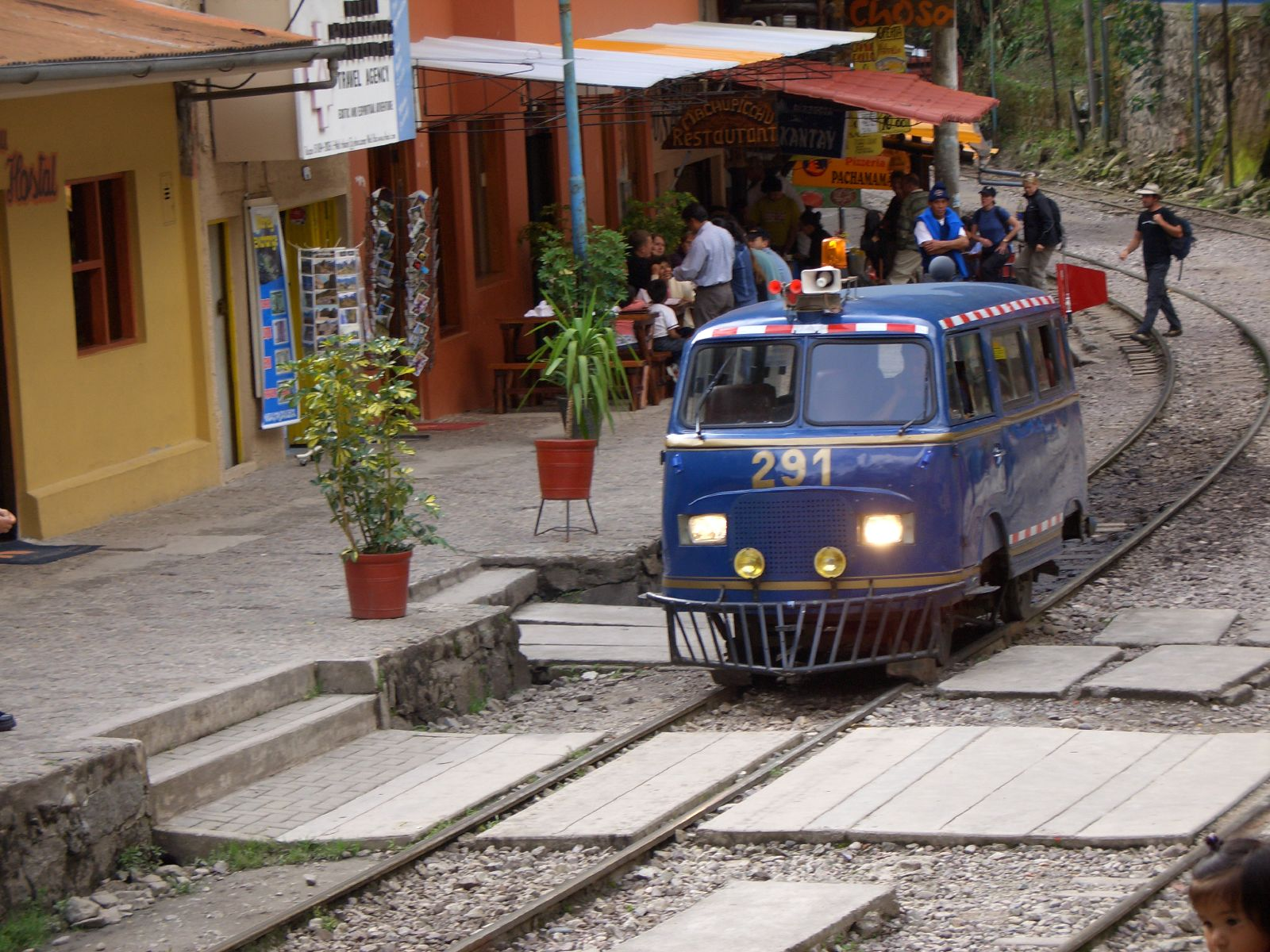
Pequeño ferrobús turístico de PeruRail, transporte oficial en Aguas Calientes, Perú.

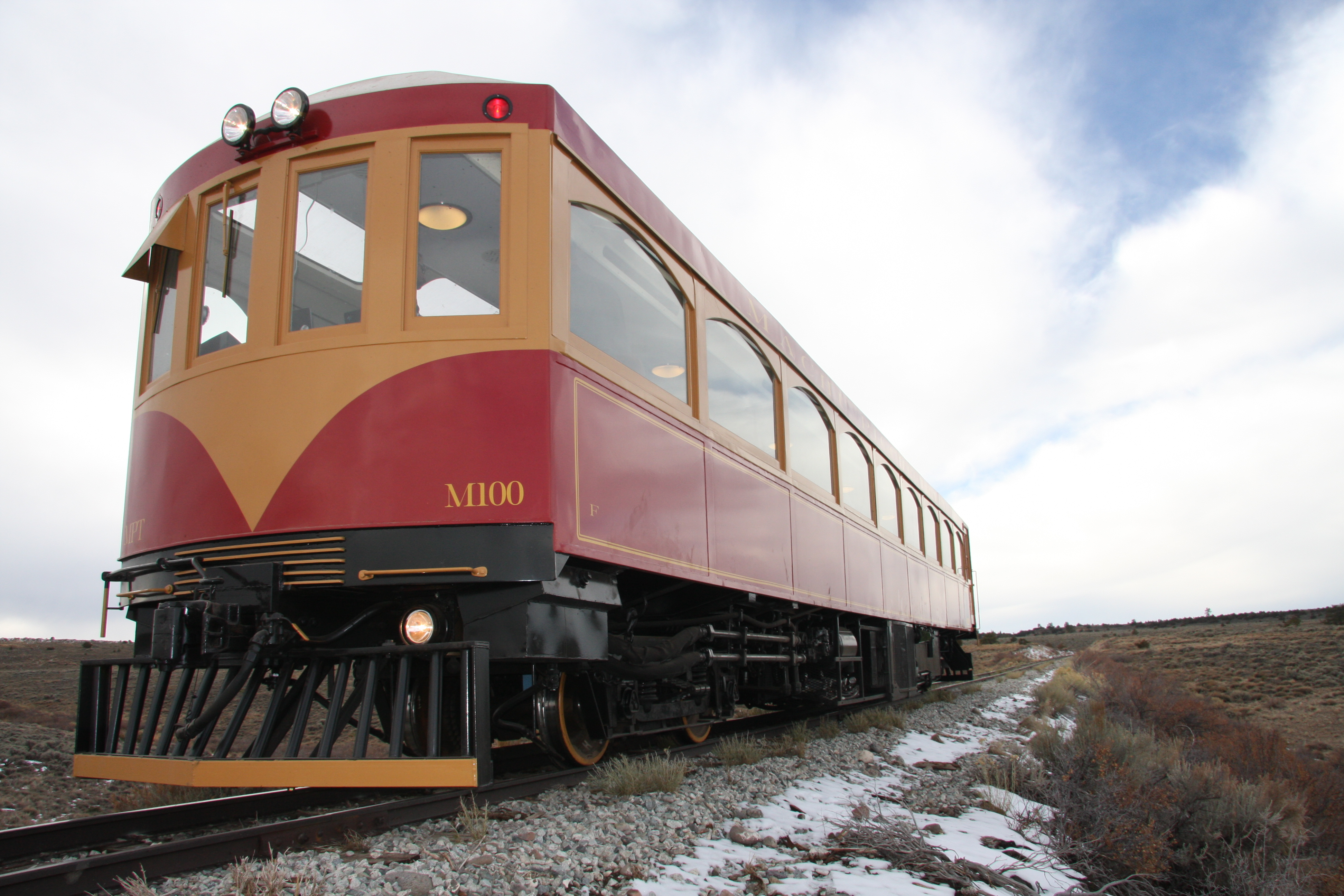
Ferrobús contemporáneo fabricado por EIKON International (→ en) con destino a Machu Picchu, Perú.

En 1967 y 1978, ENFE (Empresa Nacional de los Ferrocarriles del Estado) de Bolivia adquirió de la fabricante alemana Ferrostaal un total de 14 ferrobuses (Schienenbus), compuestos por un coche motor y un remolque. Estos ferrobuses han demostrado ser muy robustos y efectuaban servicios de pasajeros en las dos redes bolivianas. Su peso reducido (18.5 toneladas) permite su circulación por infraestructuras modestas; pueden recorrer casi la totalidad de las líneas con mayor velocidad que los trenes arrastrados por locomotora y sin desgaste de las vías. Durante algunos años, estas unidades cubrían el servicio internacional entre La Paz y Arica a través de la línea del Ferrocarril Arica a La Paz (FCALP), la cual contiene varios tramos con pendientes muy fuertes. Recientemente fue rehabilitada la línea entre La Paz y Oruro, y Sucre - Potosí.
Hoy en día, siguen existiendo 13 de las unidades en buenas condiciones (una causó baja por motivos desconocidos), las cuales se entregaron a custodia de las dos empresas concesionarias de las redes bolivianas. FCOSA efectúa servicios lujosos de larga distancia (12 h) de «Cama/Semicama» entre Santa Cruz de la Sierra y Puerto Quijarro (tres veces por semana). Los coches son provistos de aire acondicionado, comidas y vídeos. Por esta misma línea también corren los trenes Expreso del Oriente Pullman (hora 18.5 ). Otra línea cubre el trayecto entre Santa Cruz de la Sierra y Yacuiba (dos veces por semana), mientras que en la red Empresa Ferroviaria Andina SA (FCA)  no hay más que un servicio semanal entre Oruro y Cochabamba.

### Servicios de ferrobús
Líneas en Bolivia
- La Paz, Bolivia  a Arica, Chile / Ferrocarril de Arica a La Paz / cancelado
- La Paz a Cochabamba
- Cochabamba a Oruro / Reabierto 22/9/2003 (tres veces a la semana)
- La Paz a Oruro
- La Paz a Sucre
- Sucre y Potosí / Empresa Ferroviaria Andina (tres veces a la semana)
- La Paz a Potosí
- La Paz a Tarija
- Potosí y Uyuni / (una vez a la semana, todos los días en Potosí)
- Santa Cruz de la Sierra - San José - Roboré - Carmen Rivero Torrez - Puerto Quijarro (Frontera Bolivia-Brasil) / (tres veces a la semana)
- Santa Cruz de la Sierra a Yacuiba, a unos 3 km de la frontera con la Argentina (dos veces por semana)

Líneas en Chile
- Tren Talca-Constitución

Líneas en Perú.
Líneas en Colombia.
- Barrancabermeja, Departamento de Santander hasta el municipio de Puerto Berrío, Departamento de Antioquía Colombia/ operado por la empresa Coopsercol